# Arondismentul Molsheim
Arondismentul Molsheim (în franceză Arrondissement de Molsheim) este un arondisment din departamentul Bas-Rhin, regiunea Alsacia, Franța.

## Subdiviziuni

### Cantoane
- Cantonul Molsheim
- Cantonul Rosheim
- Cantonul Saales
- Cantonul Schirmeck
- Cantonul Wasselonne

Na 1 januari 2015 omvatte het arrondissement nog enkel delen van kantons, te weten:
- Cantonul Molsheim: 30 van de 31 gemeenten
- Cantonul Mutzig: 33 van de 51 gemeenten
- Cantonul Saverne: 14 van de 52 gemeenten

### Comune
| 1. Altorf (67008)           | 2. Avolsheim (67016)            | 3. Balbronn (67018)                    | 4. Barembach (67020)                |
| 5. Bellefosse (67026)       | 6. Belmont (67027)              | 7. Bergbieten (67030)                  | 8. Bischoffsheim (67045)            |
| 9. Blancherupt (67050)      | 10. Boersch (67052)             | 11. Bourg-Bruche (67059)               | 12. La Broque (67066)               |
| 13. Colroy-la-Roche (67076) | 14. Cosswiller (67077)          | 15. Dachstein (67080)                  | 16. Dahlenheim (67081)              |
| 17. Dangolsheim (67085)     | 18. Dinsheim-sur-Bruche (67098) | 19. Dorlisheim (67101)                 | 20. Duttlenheim (67112)             |
| 21. Ergersheim (67127)      | 22. Ernolsheim-Bruche (67128)   | 23. Flexbourg (67139)                  | 24. Fouday (67144)                  |
| 25. Grandfontaine (67165)   | 26. Grendelbruch (67167)        | 27. Gresswiller (67168)                | 28. Griesheim-près-Molsheim (67172) |
| 29. Heiligenberg (67188)    | 30. Kirchheim (67240)           | 31. Lutzelhouse (67276)                | 32. Marlenheim (67282)              |
| 33. Mollkirch (67299)       | 34. Molsheim (67300)            | 35. Muhlbach-sur-Bruche (67306)        | 36. Mutzig (67313)                  |
| 37. Natzwiller (67314)      | 38. Neuviller-la-Roche (67321)  | 39. Niederhaslach (67325)              | 40. Nordheim (67335)                |
| 41. Oberhaslach (67342)     | 42. Odratzheim (67354)          | 43. Ottrott (67368)                    | 44. Plaine (67377)                  |
| 45. Ranrupt (67384)         | 46. Romanswiller (67408)        | 47. Rosenwiller (67410)                | 48. Rosheim (67411)                 |
| 49. Rothau (67414)          | 50. Russ (67420)                | 51. Saales (67421)                     | 52. Saint-Blaise-la-Roche (67424)   |
| 53. Saint-Nabor (67428)     | 54. Saulxures (67436)           | 55. Scharrachbergheim-Irmstett (67442) | 56. Schirmeck (67448)               |
| 57. Solbach (67470)         | 58. Soultz-les-Bains (67473)    | 59. Still (67480)                      | 60. Traenheim (67492)               |
| 61. Urmatt (67500)          | 62. Waldersbach (67513)         | 63. Wangen (67517)                     | 64. Wangenbourg-Engenthal (67122)   |
| 65. Wasselonne (67520)      | 66. Westhoffen (67525)          | 67. Wildersbach (67531)                | 68. Wisches (67543)                 |
| 69. Wolxheim (67554)        |                                 |                                        |                                     |